# Église Saint-Georges de Floirac
L'église Saint-Georges est une église catholique située à Floirac, dans le département du Lot, en France.

## Historique
La première mention d'une église à Floirac date du Xe siècle quand le vicomte de Turenne, Adhémar des Échelles, donne l'église à l'abbaye de Tulle dont il était l'abbé laïc.
L'église Saint-Georges actuelle a été reconstruite au XVIIIe siècle à la place de l'ancienne église qui menaçait de s'effondrer. 
Pour pouvoir agrandir la nouvelle église, le prieur de l'époque décide alors d'acheter diverses maisons contiguës.
Après avoir fait abattre la vieille église et les maisons qu'il avait acheté, les travaux de construction de la nouvelle église commencent en 1750. La nouvelle église est terminée et ouverte aux offices en 1757. 
La date gravée sur le portail d'entrée, au-dessous de la statue de saint Georges, 1736, correspond à la date à laquelle le prieur a décidé de construire une nouvelle église.
L'édifice est inscrit au titre des monuments historiques le 30 mai 1978.

## Description
L'église est à nef unique.

## Mobilier
Maître-autel et retable classés à titre d'objets : il date de la fin du XVIIe siècle. Il a été exécuté pour le couvent des Maltaises des Fieux qui se trouvait sur la commune de Miers et qui a été détruit. Il a dû être amené à l'église de Floirac juste après la fin de sa construction. Les sculptures ont probablement été exécutées par les ateliers Tournié de Gourdon.
L'autel est décoré d'une croix de Malte. De part et d'autre du tabernacle ont été représentées quatre scènes : la Nativité, le Couronnement d'épines, la Flagellation et Saint-Jean-Baptiste. Certains panneaux se retrouvent dans l'église de Saint-Jean-Lespinasse.
Vierge de l'Apocalypse datant du XVIIIe siècle.
Vierge de Pitié datant du XVIe siècle, classée à titre d'objet.